# Solar da Baronesa
O Solar da Baronesa de Itaverava é um edifício, mais precisamente um sobrado neoclássico do início do século XIX, localizado no município brasileiro de São João del-Rei, em Minas Gerais.
O casarão é de extrema relevância histórica e arquitetônica, tem características que o difere dos outros daquela época. Por esse motivo, em 1938 o Solar foi tombado pelo IPHAN.

## Histórico da construção
Existem indícios de que o terreno onde o Solar da Baronesa foi construído, tinha pertencido a Pedro de Alcântara de Almeida, falecido em 1815, e que pelo menos um dos seus filhos, Francisco de Paula de Almeida Magalhães, falecido em 1848, foi quem mandou construir o casarão naquele local. Em 1877 um anúncio no jornal Arauto de Minas fazia referência à venda do terreno: "Aluga-se ou vende-se um grande e bonito sobrado no Largo do Carmo, em frente à Igreja".
O local foi palco de saraus para a recepção do Imperador Pedro II, que realizou visitas ao Solar da Baronesa pelo menos duas vezes.
Hoje em dia o prédio é um Centro Cultural, entretanto, já deu lugar a diversas coisas que exerciam diferentes funções sociais, como um quartel de um contingente militar, moradia, comércio e hospedaria para imigrantes italianos quando chegaram à região em 1888. O mesmo edifício também já abrigou o Colégio Conceição, fundado em 1881, além de abrigar a Diretoria Executiva da Fundação de São João del-Rei.
O Barão de Itaverava, Alexandre José da Silveira, nascido em Passa Quatro, com o título ostentado desde 1854, exercendo a presidência da Câmara, era proprietário da Fazenda da Ponta do Morro na então Vila de São José del-Rei, tendo sido dono de vários imóveis na região de São João del-Rei. Foi casado por duas vezes, sem, no entanto, deixar herdeiros e faleceu no ano de 1880. Dos testamentos ou de quaisquer outros papéis conhecidos, seja do barão ou de ambas as baronesas, não consta menções que se refiram ao casarão. É possível que, posteriormente após a morte do barão, tenha ali residido a Baronesa Ana Eugênia, fato que fez o sobrado se tornar conhecido como "Solar da Baronesa".

## Características arquitetônicas
O imóvel é de imensa importância histórica e arquitetônica, contendo características que o destaca dos demais daquele período, sendo parte do conjunto urbano de São João del-Rei, tombado pelo Instituto do Patrimônio Histórico e Artístico Nacional em 1938 e delimitado em 1947. Carrega em si uma arquitetura é colonial típica dos casarões urbanos, com fabulosas ornamentações tanto externas quanto internamente. Construído no início do século XIX, por volta de 1810 e 1830, o casarão ostenta 3 pavimentos de grandes dimensões. O 1º pavimento dava lugar a um armazém, as paredes de pedra, grandes arco, com arremates de tijolos que se destacam no conjunto e deliberam o espaço. O acesso ao 2° pavimento conta com uma entrada única por meio de uma escadaria de madeira e dentro dele, há uma sala e diversos quartos. Com um jogo de telhados inusitado e belo, o 3º pavimento possui um único cômodo.
O Solar vai de uma esquina a outra e o local é marcado pelos vãos, telhados e imensidão da construção de seu prédio. Possui uma fachada principal simétrica, com grandes portais feitos de pedras, madeira maciça e vergas em canga de boi. Visando o alinhamento dos vãos do 1° com os do 2° pavimento, foram utilizadas janelas com parapeitos em ferro, formando desenhos horizontais, reiterando ainda mais a grandiosidade da edificação e exercendo uma contraposição com os vãos desenhados na vertical. No 3° pavimento, onde havia apenas cômodo, há um jogo de telhados de cerâmica que impede qualquer infiltração. Todos os vãos possuem bandeira fixa de caixilhos de vidro e portas de madeira com almofadas.

## Centro cultural
Desde junho de 1995, grande parte do remanescentes do antigo casarão pertence à Universidade Federal de São João del-Rei (UFSJ), que além de preservar o patrimônio histórico e arquitetônico, acreditou que o prédio tinha capacidade para abrigar um centro cultural que estimulasse a produção cultural nas redondezas. Foram realizadas diversas obras, e no dia 28 de abril de 2000, o Centro Cultural da Universidade Federal de São João del Rei deu início às suas atividades artísticas e culturais.
Para preservar o patrimônio, as obras mantiveram a fachada e o interior do imóvel em sua versão original. A construção possui grandes galerias, usadas para recitais, mostras, performances e exposições. O Centro também conta com uma sala de multimídia, com capacidade para 45 pessoas. Dentre as atividades ali realizadas, destacam-se projeção de filmes e documentários, cursos e palestras.
Com a morte de Hans Joachim Koellreutter, sua esposa doou à Universidade parte do acervo do músico; assim, em setembro de 2006 nasceu o Espaço Koellreutter, localizado no segundo andar do Centro Cultural. Nele são expostos objetos e obras do compositor, que podem ser usados para estudo e pesquisa, não só dos interessados na área, como do público em geral.
Desde que foi inaugurado, o Centro é dado como peça importante na construção do cenário cultural da região. Além de suas atividades normais e originais, o local já foi palco de eventos ligados à pesquisa e ensino. Nele é sediada a Pró-Reitoria de Extensão e Cultura, o Centro Cultural da UFSJ e a Fundação Koellreutter.
Antes de ser transformado em um Centro Cultural, o Solar da Baronesa exerceu diversas funções. Além de área de comércio, o local já foi utilizado como depósito de sal, quartel de um contingente militar, habitação e até como uma escola.

## Atualmente
Sendo um dos casarões mais tradicionais da região de São João del-Rei, o Solar da Baronesa iniciou seu processo de restauração em 2014, tal projeto foi desenvolvido por professores e alunos do curso de Arquitetura e Urbanismo da UFSJ, proprietária de parte do prédio desde 1995. Um grupo de 14 alunos ficou responsável pelo estudo da construção, começando na sua fundação até o telhado utilizado na obra. O projeto busca reformar a fachada e a estrutura, assim, proporcionando um resgate histórico do lugar.
Apesar da reconstrução ainda estar em andamento o estado atual das obras de artes e dos imóveis ainda são críticos em estado de abandono.
Segundo a professora Luzia Abreu, a atividade de restauração completa deve levar cerca de dois anos para ser concluído, o que, segundo ela, é um período suficiente para planejar e explorar todos os pormenores da obra. Para a professora a intenção inicial é explorar o casarão, com maior abundancia de detalhes, e depois, iniciar um projeto de restauração. 